# Старцев, Иван Иванович
Ива́н Ива́нович Ста́рцев (15 октября 1896, Керенск, Пензенская губерния — 1967, Москва) — советский поэт, библиограф и преподаватель.

## Биография
Родился 15 октября 1896 года в Керенске. В детстве подружился с будущим поэтом Анатолием Мариенгофом, а когда в 1919 году приехал в Москву, Мариенгоф познакомил его с Есениным. После окончания средней школы поступил в Пензенскую гимназию, которую успешно окончил, затем поступил на филологический факультет МГУ, который также успешно окончил.
Публиковался в альманахе поэтов-имажинистов «Явь».
Работал в Книгоцентре, Молодой гвардии и Союзкниге. Был принят на работу в Книготорговый техникум и Институт повышения квалификации книгоиздательских работников. Вошёл в историю библиографии как создатель фундаментальных библиографических сводов советской детской и юношеской литературы, а также литературоведческих публикаций периода 1918—1960 гг.
Скончался в 1967 году в Москве.

## Научные работы
Основные научные работы посвящены библиографоведению. Автор ряда научных работ.
- Разработал методику составления библиографических указателей, посвящённых детской литературе.